# Liste der Monuments historiques in Les Loges-en-Josas
Die Liste der Monuments historiques in Les Loges-en-Josas führt die Monuments historiques in der französischen Gemeinde Les Loges-en-Josas auf.

## Liste der Bauwerke
| Bezeichnung   | Beschreibung | Standort | Kennzeichnung | Schutzstatus | Datum | Bild |
| ------------- | ------------ | -------- | ------------- | ------------ | ----- | ---- |
| Porte de Jouy | Erbaut 1684  | (Lage)   | PA00087474    | Inscrit      | 1989  |      |

## Liste der Objekte
- Monuments historiques (Objekte) in Les Loges-en-Josas in der Base Palissy des französischen Kultusministeriums